# Sergej Karasjov
Sergej Gennadjevitsj Karasjov (Russisch: Сергей Геннадьевич Карасёв) (Moskou, 12 juni 1979) is een Russisch voetbalscheidsrechter. Hij is in dienst van de FIFA en UEFA sinds 2010. Ook leidt hij wedstrijden in de Premjer-Liga.
In 2010 werd Karasjov opgenomen in de Russische lijst van internationale arbiters. Op 6 april 2008 leidde hij zijn eerste wedstrijd (tussen Roebin Kazan en Terek Grozny) in de Russische eredivisie (0-3). Twee jaar later, op 8 juli 2010, floot de scheidsrechter zijn eerste wedstrijd in de UEFA Europa League. Het Finse MyPa-47 en het Estische JK Trans Narva troffen elkaar in de eerste kwalificatieronde (5–0). In het Europees clubvoetbal wordt hij sinds 2012 ingezet als arbiter in de UEFA Champions League; in het seizoen 2013/14 leidde hij onder meer de achtste finale tussen Real Madrid en FC Schalke 04 (3–1). In september 2012 kreeg Karasjov zijn eerste A-interland toegewezen: het duel tussen Schotland en Macedonië, een van de eerste interlands van het seizoen 2012/13. Op 4 september 2014 was Karasjov de scheidsrechter bij het oefenduel tussen Nederland en Italië, voor beide landen de eerste interland na het wereldkampioenschap voetbal 2014. Hij gaf Bruno Martins Indi een rode kaart.
In 2015 was Karasjov een van de arbiters tijdens het Europees kampioenschap onder 21.

## Interlands
| Datum             | Plaats              | Wedstrijd                       | Uitslag | Competitie                  | Kreeg geel | Kreeg voor de tweede keer geel en dus rood | Weggestuurd |
| ----------------- | ------------------- | ------------------------------- | ------- | --------------------------- | ---------- | ------------------------------------------ | ----------- |
| 11 augustus 2010  | Bakoe               | Azerbeidzjan – Koeweit          | 1 – 1   | Vriendschappelijk           | 1          | 0                                          | 0           |
| 2 september 2011  | Luxemburg           | Luxemburg – Roemenië            | 0 – 2   | Kwalificatie EK 2012        | 3          | 0                                          | 0           |
| 2 juni 2012       | Oslo                | Noorwegen – Kroatië             | 1 – 1   | Vriendschappelijk           | 3          | 0                                          | 0           |
| 11 september 2012 | Glasgow             | Schotland – Macedonië           | 1 – 1   | Kwalificatie WK 2014        | 6          | 0                                          | 0           |
| 4 juni 2013       | Krakau              | Polen – Liechtenstein           | 2 – 0   | Vriendschappelijk           | 2          | 0                                          | 0           |
| 6 september 2013  | Bern                | Zwitserland – IJsland           | 4 – 4   | Kwalificatie WK 2014        | 4          | 0                                          | 0           |
| 15 oktober 2013   | Brussel             | België – Wales                  | 1 – 1   | Kwalificatie WK 2014        | 2          | 0                                          | 0           |
| 4 september 2014  | Bari                | Italië – Nederland              | 2 – 0   | Vriendschappelijk           | 1          | 0                                          | 1           |
| 29 maart 2015     | Boedapest           | Hongarije – Griekenland         | 0 – 0   | Kwalificatie EK 2016        | 5          | 0                                          | 0           |
| 6 september 2015  | Palermo             | Italië – Bulgarije              | 1 – 0   | Kwalificatie EK 2016        | 3          | 0                                          | 2           |
| 11 oktober 2015   | Helsinki            | Finland – Noord-Ierland         | 1 – 1   | Kwalificatie EK 2016        | 0          | 0                                          | 0           |
| 15 juni 2016      | Parijs              | Roemenië – Zwitserland          | 1 – 1   | EK 2016                     | 6          | 0                                          | 0           |
| 18 juni 2016      | Marseille           | IJsland – Hongarije             | 1 – 1   | EK 2016                     | 6          | 0                                          | 0           |
| 5 september 2016  | Haifa               | Israël – Italië                 | 1 – 3   | Kwalificatie WK 2018        | 1          | 1                                          | 0           |
| 12 november 2016  | Wenen               | Oostenrijk – Ierland            | 0 – 1   | Kwalificatie WK 2018        | 4          | 0                                          | 0           |
| 1 september 2017  | Praag               | Tsjechië – Duitsland            | 1 – 2   | Kwalificatie WK 2018        | 4          | 0                                          | 0           |
| 26 juni 2018      | Sotsji, Rusland     | Australië – Peru                | 0 – 2   | Groepsfase WK 2018          | 6          | 0                                          | 0           |
| 11 september 2018 | Reykjavik, IJsland  | IJsland – België                | 0 – 3   | UEFA Nations League 2018/19 | 1          | 0                                          | 0           |
| 11 oktober 2018   | Rize, Turkije       | Turkije – Bosnië en Herzegovina | 0 – 0   | Vriendschappelijk           | 1          | 0                                          | 0           |
| 20 november 2018  | Guimarães, Portugal | Portugal – Polen                | 1 – 1   | UEFA Nations League 2018/19 | 5          | 0                                          | 1           |
| 7 juni 2019       | Oslo, Noorwegen     | Noorwegen – Roemenië            | 2 – 2   | Kwalificatie EK 2020        | 3          | 0                                          | 0           |

Laatste aanpassing op 8 juni 2019